# Jiří Skládanka
Jiří Skládanka (* 9. března 1976 Brno) je český zemědělský inženýr, od roku 2022 prorektor Mendelovy univerzita v Brně (MENDELU). 
V letech 1990 až 1994 absolvoval studium oboru pěstování rostlin a chov zvířat na Střední zemědělské škole v Kloboukách u Brna; zakončoval maturitní zkouškou. V letech 1994 až 1999 absolvoval na Mendelově univerzitě v Brně studium zootechniky a získal inženýrský titul. Na své magisterské studium navázal doktorským studiem oboru speciální produkce rostlinná, který úspěšně absolvoval v letech 1999 až 2004 a získal tak titul Ph.D. V roce 2002 začal pracovat jako asistent (od roku 2004 jako odborný asistent) na MENDELU.
V květnu 2008 se habilitoval a v lednu 2018 se stal profesorem. V dubnu 2022 se stal prorektorem MENDELU pro internacionalizaci a vnější vztahy po boku rektora univerzity Jana Mareše. Profesně působí Jiří Skládanka jako vedoucí Ústavu výživy zvířat a pícninářství Agronomické fakulty MENDELU.